# Gazo
Gazo, pseudonimo di Ibrahima Diakité (Châteauroux, 5 agosto 1994), è un rapper francese.

## Biografia
Ibrahima Diakité è nato a Châteauroux, in una famiglia guineana. Ultimo di cinque figli, lasciò la scuola in prima media, vivendo presso una famiglia affidataria fino ai 18 anni, e dedicandosi ad attività illegali. Nonostante i problemi legali e famigliari ha sempre coltivato la propria passione per la musica insieme ai suoi amici d'infanzia Johnny e Hektor.

## Carriera
Gazo sviluppa una passione per la musica urban e trap durante l'adolescenza. Inizia a rappare con lo pseudonimo di Bramsou,  fondando con alcuni giovani del suo paese il gruppo Barrodeur Music.
Inizia ad essere noto nel panorama musicale nel 2019, quando pubblica, come Gazo, alcuni freestyle drill. Nel 2020 pubblica Drill FR 4, in collaborazione con Freeze Corleone, che gli fa acquisire fama a livello nazionale. Un successo ancora maggiore è riscosso dal brano Haine&Sex, pubblicato nel 2021, che diventa popolare sulla social network TikTok, e permette all'artista di guadagnare ulteriore notorietà. Grazie a tale successo, il singolo otterrà il disco di diamante.
Il 1º luglio 2022 Gazo pubblica il suo secondo mixtape, intitolato KMT, che ottiene un buon riscontro, piazzandosi al primo posto della classifica degli album più venduti nel Paese stilata dalla SNEP. Il 1º dicembre 2023 è la volte dell'album in studio La melo est gangx, inciso insieme a Tiakola. Esso ottiene il disco d'oro in meno di un mese, divenendo l'album collaborativo più rapido a raggiungere questa certificazione nella storia del rap francese.

## Stile musicale
Gazo è un artista principalmente drill, tuttavia ha proposto anche sonorità trap, hardcore hip hop e gangsta rap.

## Discografia

### Album in studio
- 2023 – La melo est gangx (con Tiakola)
- 2024 – Apocalypse

### Mixtape
- 2021 – Drill FR
- 2022 – KMT

### Singoli
- 2020 – Drill FR 4 (feat. Freeze Corleone)
- 2020 – Drill FR 5 (feat. Hamza)
- 2020 – Tchin 2x
- 2021 – Kassav (feat. Tiakola)
- 2021 – Haine&Sex
- 2021 – Tu le sais (feat. Kalash)
- 2021 – Grokuwa
- 2021 – Mauvais 2x (feat. Ninho)
- 2022 – My Men (feat. Rapi Sati)
- 2022 – Celine 3x
- 2022 – Molly
- 2022 – Bodies (feat. Damso)
- 2023 – No lèche (con Leto, Kerchak e Favé)
- 2023 – Saiyan (con Heuss l'Enfoiré)
- 2023 – Casanova (con Soolking)
- 2023 – Drill FR 6 (S.M.B) (con Levelsantana)
- 2023 – A.V.S.D. (con Tiakola)
- 2023 – Ambitions (con Tiakola)
- 2024 – Notre Dame (con Tiakola feat. Angèle)
- 2024 – Pop (feat. La Mano 1.9)
- 2024 – Probation
- 2024 – Fiesta (feat. Morad)
- 2024 – Optimale (feat. Orelsan)
- 2024 – Pure codei (feat. Yamê)
- 2024 – Selele (feat. Fally Ipupa)
- 2024 – Wemby (feat. Offset)
- 2025 – Hermes
- 2025 – Kat (feat. La Rvfleuze)